# 毒芹羟碱
毒芹羟碱是一种含氮有机化合物，分子式C
8H
17NO，为有毒的生物鹼，存在于毒参（Conium maculatum）等植物中。